# World Championship Wrestling
A World Championship Wrestling (WCW) foi uma promoção de wrestling profissional estadunidense que existiu entre 1985 e 2001. Localizada em Atlanta, Geórgia, ela iniciou como uma afiliada regional da National Wrestling Alliance (NWA), sob o nome de Jim Crockett Promotions até novembro de 1988, quando Ted Turner e a Turner Broadcasting compraram-na e a renomearam de "World Championship Wrestling". Turner, e sua empresa Time Warner, presidiram a WCW até 2001, quando ela foi comprada pela sua competidora rival, a World Wrestling Federation (WWF), agora conhecida como WWE.
A partir de 1995, a WCW começou a ter maior êxito comercial, principalmente devido à entrada de Eric Bischoff como o produtor executivo, a contratação de Hulk Hogan, a introdução do programa semanal Monday Nitro, que resultou na Monday Night Wars, a equipe New World Order e outros conceitos inovadores. No entanto, inúmeros problemas internos e externos levaram a companhia a perder a liderança para a WWF, que acabou a comprando em 2001, através de seu presidente Vince McMahon. A sua queda do topo e vários fatores têm sido documentados muitas vezes dentro da indústria do wrestling profissional.

## História

### Uso inicial do nome
Mesmo o nome "World Championship Wrestling" tendo sido exaustivamente usado como uma marca de várias promoções afiliadas à NWA desde 1982, (mais notavelmente a Georgia Championship Wrestling e a Jim Crockett Promotions) foi apenas em 21 de novembro de 1985 que uma destas afiliadas assim nomeadas tornaria-se conhecida em escala nacional, tendo como dono o magnata da mídia Ted Turner e com sede em Atlanta, Georgia.
Jim Barnett, que havia trabalhado com a promoção World Championship Wrestling na Austrália, veio à Atlanta na década de 1970 durante uma briga interna pelo território da NWA na Georgia. Barnett viria a se tornar proprietário majoritário do território, e terminaria por usar o nome para um programa de televisão em 1982.

### Líderes e editores criativos
Enquanto que inicialmente a nova companhia era chamada de "Universal Wrestling Corporation", logo após sua compra uma decisão foi tomada para que se adotasse o nome mais familiar da "World Championship Wrestling" para a promoção. A companhia passaria por várias mudanças de administração e editores durante os anos que seguiriam-se. Alguns, como Jim Herd e Kip Frey, eram totalmente inexperientes no assunto wrestling; outros ainda, como Bill Watts, Ole Anderson e Dusty Rhodes tinham grande experiência neste segmento, mas estavam tão atados aos velhos métodos de fazer-se wrestling profissional que foram ineficazes em construir uma sólida audiência para a WCW.

#### Eric Bischoff e Vince Russo

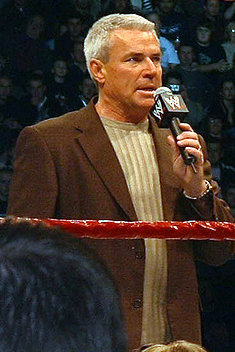
Eric Bischoff, que trabalhou como produtor executivo da WCW.

Enquanto Eric Bischoff recebeu inúmeras críticas por falhas cometidas enquanto produtor executivo da WCW (e mais tarde, presidente da WCW), Bischoff combinou um entendimento em wrestling profissional com a disposição de realizar mudanças que eram necessárias no sentido de tornar a WCW mais visível e prestigiada aos olhos da mídia e seus patrocinadores. Estas mudanças incluíram mudar algumas gravações para os estúdios da (na época) Disney-MGM em Orlando, e contratar tanto grandes nomes do wrestling profissional como jovens talentos de todas as partes do mundo.
Algumas das liberdades dadas por Bischoff à grandes estrelas do wrestling profissional, contudo, acabaram por prejudicar a companhia, já que estes veteranos não tinham nenhuma forte intenção de ajudar novos nomes a promoverem-se de maneira mais coesa e mostrarem melhor seu potencial, um dos principais pilares desta indústria. Quando Bischoff deixou suas funções em 1999, Vince Russo, um ex-escritor da World Wrestling Federation, juntou-se à empresa para tornar-se o diretor criativo da WCW. Russo não durou muito no cargo, porém em abril de 2000, a WCW optou por trazer tanto Russo como Bischoff de volta na esperança de reacender o interesse pela WCW. Os dois, no entanto, não deram-se muito bem e Bischoff deixou novamente a companhia não muito depois.

### WCW na mídia
De 2000 até o final de 2001, o programa americano de corridas transmitidas ao vivo Monster Jam teve uma série de caminhões-monstro (grandes veículos com gigantescas e características rodas, muito famosos e tradicionais nos Estados Unidos) com seus nomes baseados nos lutadores da WCW. Dentre estes, encontrávamos "nWo" (correu apenas na temporada de 2000), "Sting" (nas temporadas 2000 e 2001), "Nitro Machine" (debutou em 2000 - hoje é o atual "Inferno"), "Madusa" (de 2000 até dias atuais) e "Goldberg" (também de 2000 a 2001 e mais tarde rebatizado). O primeiro deles a deixar o programa foi o "nWo", que correu por apenas uma temporada. Após isto, todos os outros com exceção de "Goldberg", "Nitro", e "Madusa" foram aposentados após o fim do patrocínio da WCW. "Nitro" foi renomeado como "Flashfire", para mais tarde ser convertido no atual "Inferno". Madusa sempre manteve o mesmo nome desde sua criação, uma vez que o sua piloto, Debra Miceli, era uma diva da WCW, Madusa. Quanto ao "Goldberg", ele foi renomeado "Team Meents" em 2002, e depois rebatizado em definitivo para "Maximum Destruction", que debutou com o nome em 2003 e continua até hoje no programa.

### Aquisição pela World Wrestling Federation
Ao final do ano de 2000, um considerável número de potenciais cobradores para a WCW foram ditos terem mostrado interesse pela marca. Ted Turner, porém, ainda estava no comando da Time Warner antes da fusão final com a AOL e a Time Warner em 2001, e muitas destas ofertas foram simplesmente rejeitadas. Eric Bischoff, trabalhando com a empresa Fusient Media Ventures, mostrou intenção de adquirir a companhia em janeiro de 2001 (pouco antes da fusão com as gigantes AOL/Time Warner), sendo que desta forma, a WCW poderia continuar à existir.
Porém, um dos principais financiadores que apoiavam a compra da WCW desistiu, deixando a Fusient sem escolha senão retirar a proposta até que conseguisse apresentar uma outra. Neste interím, a World Wrestling Federation começou a fazer contato com a nova AOL Time Warner sobre a compra da marca WCW. À Jamie Kellner, foi dado o controle da divisão Turner Broadcasting, e sua decisão de retirar da grade o wrestling da WCW veio logo em seguida. Como resultado, a programação da WCW foi cancelada tanto na rede TBS quanto na TNT, deixando a companhia de Vince McMahon, que naquele momento possuía contrato de exclusividade com a Viacom, livre para adquirir a patente da finada WCW, bem como seu arquivo de vídeo e também alguns de seus contratos.
Durante o processo de venda, a WCW estava em litigância, com vários processos pendentes na justiça, e com a AOL Time Warner ainda devendo a vários integrantes da finada marca seus direitos legais, uma vez que muitos deles tinham contratos diretamente com a empresa e não com a WCW. Uma vez que Vince McMahon adquiriu apenas recursos selecionados por ele, a companhia que uma vez havia sido conhecida como WCW, voltou a chamar-se Universal Wrestling Corporation, mas isto apenas para terminar de lidar com antigos contratos não adquiridos pela empresa de McMahon e outras questões legais ainda penduradas.

## Legado
Após o fim da existência da WCW, assim como com as promoções que vieram após ela, a companhia ficou muito conhecida e identificada pelo seu estilo de wrestling profissional do norte dos Estados Unidos (pelo termo, Wrasslin'), o qual enfatiza competições mais legitimamente atléticas ao invés de focar na promoção de espetáculos e personagens cartunescos, como feito na WWF. Esta identificação perdurou através da década de 1990, mesmo a companhia tendo contratado ex-lutadores da WWF, como Hulk Hogan, Randy Savage e Roddy Piper. A WCW dominou por completo as lendárias Monday Night Wars (84 semanas seguidas à frente na audiência), sendo muito deste crédito atribuído à storyline com a New World Order. Porém, a marca veria seus dias enegrecerem com a chegada da chamada Attitude Era na WWF, que rapidamente recuperou território para a rival. Histórias repetitivas, questões questionáveis na marcação das lutas e restrições corporativas eventualmente levaram a companhia a perder rios de capital, levando a sua dona, AOL Time Warner, a vender os direitos autorais do nome à WWF por uma quantia de (arredondados) 2,5 milhões de dólares americanos em 2001. Logo após a compra da marca, Vince McMahon também adquiriu toda a videoteca da WCW por mais 1,7 milhão adicional, totalizando a venda da lendária World Championship Wrestling por 4,2 milhões de dólares.
A WCW começou como uma promoção regional ao fim da década de 1980, focando principalmente no sul do país. A marca começou a crescer de maneira nacional alguns anos depois, o que levou a rivalizar com a WWF. Mesmo a WCW tendo acabado em 2001, seu legado ainda vive na dentro da WWF. A WWF manteve os cinturões WCW United States Championship, WCW Cruiserweight Championship, WCW World Tag Team Championship e o WCW World Heavyweight Championship. Eventualmente, estes títulos foram unificados com suas contrapartes da WWF. Em 2003, agora conhecida como WWE, a companhia ressuscitou o Titulo dos Estados Unidos para que ele fosse disputado exclusivamente na SmackDown!. Quando Hulk Hogan retornou à WWE, a empresa manteve seu apelido clássico da WCW, "Hollywood Hogan". Em 2004, a WWE trouxe de volta os eventos pay-per-view Great American Bash e o Clash of Champions em 2016. Em 2009, a WWE lançou a coletânea Starrcade: The Essential Collection num conjunto com 3 DVDs e também lançou um conjunto de DVDs que contavam a história da WCW intitulado The Rise and Fall of WCW ("A Ascensão e Queda da WCW"). Comemorando o décimo ano de aniversário da compra da marca, a WWE reabriu o site WCW.com, destacando a história da companhia que, um dia, esteve no comando do wrestling profissional no mundo.

## Campeonatos
| Campeonatos                                      | Notas |
| ------------------------------------------------ | --- |
| NWA World Heavyweight Championship               | O campeonato mundial da National Wrestling Alliance. Foi defendido dentro WCW a partir de 1988 até 1993. |
| NWA World Tag Team Championship                  | O campeonato de duplas da National Wrestling Alliance. Foi defendido dentro WCW a partir de 1992 até 1993. |
| WCW Cruiserweight Championship                   | O título foi estabelecido sob WCW em 1996 e continuou a ser usado após a compra da WCW pelo WWF até março de 2008, quando foi aposentado como o Campeonato dos Pesos-Médios da WWE. |
| WCW Cruiserweight Tag Team Championship          | O campeonato foi estabelecido sob WCW em março 2001, mas foi retirado após a compra da WCW pela WWF. |
| WCW Light Heavyweight Championship               | O campeonato foi estabelecido sob WCW em 1991 e foi defendido até setembro de 1992 quando o título foi retirado. |
| WCW Hardcore Championship                        | O campeonato foi estabelecido sob WCW em 1999 e foi defendido até janeiro de 2001, quando o título foi retirado em março do mesmo ano. |
| WCW International World Heavyweight Championship | O segundo campeonato mundial da WCW. Foi criado em 1993, sob WCW e foi defendido até 1994, quando foi unificado com o Campeonato Mundial dos Pesos Pesados da WCW. |
| WCW United States Championship                   | O título segundo a classificação mais alta usada na WCW. Ele foi criado em 1975 sob NWA Mid-Atlantic Championship Wrestling. Em World Wrestling Entertainment, o título permaneceu ativo como os Campeonato dos Estados Unidos da WWE. |
| WCW United States Tag Team Championship          | O campeonato foi criado em 1986 sob o NWA Mid-Atlantic Championship Wrestling e foi defendido dentro WCW até julho de 1992, quando o titulo foi retirado. |
| WCW Women's Championship                         | O campeonato foi estabelecido sob WCW em 1996 e foi defendido até 1997 quando o título foi retirado. |
| WCW Women's Cruiserweight Championship           | O campeonato foi estabelecido sob WCW em 1997 mas foi retirado no final daquele ano. |
| WCW World Heavyweight Championship               | O campeonato mundial primário de WCW. Foi criado em 1991 sob WCW e continuou a ser usado após a compra da WCW pelo WWF até dezembro de 2001, quando foi unificado com o WWF Championship. O cinto físico conhecido como o Big Gold Belt, voltou em setembro de 2002 como o World Heavyweight Championship. Ele foi unificado com o WWE Champion e foi retirado em 2013. |
| WCW World Six-Man Tag Team Championship          | O campeonato foi obtido a partir do NWA World Six-Man Tag Team Championship de NWA Mid-Atlantic Championship Wrestling e foi defendido dentro WCW até 1991 quando o título foi retirado. |
| WCW World Tag Team Championship                  | O campeonato mundial de duplas da WCW. Ele foi criado em 1975 sob NWA Mid-Atlantic Championship Wrestling e continuou a ser usado após a compra da WCW pela WWF até Novembro de 2001. |
| WCW World Television Championship                | O campeonato foi criado em 1974 sob NWA Mid-Atlantic Championship Wrestling e foi defendido dentro WCW até abril de 2000 quando o título foi retirado. |

## Programação
| Programação                          | Notas |
| ------------------------------------ | --- |
| WCW Monday Nitro                     | (1995–2001) |
| WCW Thunder                          | (1998–2001) |
| WCW WorldWide                        | (1975–2001) Também conhecido como World Wide Wrestling.                                                                 |
| WCW Saturday Night                   | (1971–2000) Também conhecido como WCW Saturday Morning, Georgia Championship Wrestling, e World Championship Wrestling. |
| WCW Pro                              | (1985–1998) Também conhecido como NWA Pro Wrestling e Mid-Atlantic Wrestling.                                           |
| WCW Main Event                       | (1988–1998) Também conhecido como NWA Main Event.                                                                       |
| WCW Prime                            | (1995–1997) |
| WCW Clash of the Champions           | (1988–1997) Também conhecido como NWA Clash of Champions.                                                               |
| WCW Power Hour                       | (1989–1994) Também conhecido como NWA Power Hour.                                                                       |
| Best of World Championship Wrestling | (1973–1987) |